# Saison NBA 1976-1977
Navigation
Saison 1975-1976 Saison 1977-1978
La saison NBA 1976-1977 est la 28e saison de la NBA (la 31e en comptant les trois saisons de BAA). Les Trail Blazers de Portland remportent le titre NBA en battant en finale les 76ers de Philadelphie 4 victoires à 2.

## Faits notables
- Le All-Star Game 1977 s'est déroulé au Milwaukee Arena à Milwaukee, Wisconsin, où les All-Star de l'Ouest ont battu les All-Star de l'Est 135-124. Julius Erving (76ers de Philadelphie) a été élu Most Valuable Player.
- À la suite de la disparition de l'ABA et de la fusion avec la NBA, quatre franchises rejoignent la ligue, faisant ainsi passer le nombre d'équipes de 18 à 22 : les New York Nets, les Indiana Pacers, les San Antonio Spurs et les Denver Nuggets.
- Six équipes par Conférence sont désormais qualifiés pour les playoffs NBA au lieu de cinq auparavant.
- Les Trail Blazers de Portland remportent le titre de champion NBA pour leur première participation aux playoffs. Par ailleurs, ils deviennent la deuxième équipe de l'histoire de la ligue à remporter le titre après avoir perdu les deux premières rencontres des Finales NBA.

## Classements de la saison régulière
| Champion de division | Qualifié pour les playoffs | Non qualifié pour les playoffs |

### Par division
| Division Atlantique   | V  | D  | PCT  | GB |
| --------------------- | -- | -- | ---- | -- |
| 76ers de Philadelphie | 50 | 32 | 61.0 | -  |
| Celtics de Boston     | 44 | 38 | 53.7 | 6  |
| Knicks de New York    | 40 | 42 | 48.8 | 10 |
| Braves de Buffalo     | 30 | 52 | 36.6 | 20 |
| Nets de New York      | 22 | 60 | 26.8 | 28 |

| Division Centrale           | V  | D  | PCT  | GB |
| --------------------------- | -- | -- | ---- | -- |
| Rockets de Houston          | 49 | 33 | 59.8 | -  |
| Bullets de Washington       | 48 | 34 | 58.5 | 1  |
| Spurs de San Antonio        | 44 | 38 | 53.7 | 5  |
| Cavaliers de Cleveland      | 43 | 39 | 52.4 | 6  |
| Jazz de La Nouvelle-Orléans | 35 | 47 | 42.7 | 14 |
| Hawks d'Atlanta             | 31 | 51 | 37.8 | 18 |

| Division Midwest     | V  | D  | PCT  | GB |
| -------------------- | -- | -- | ---- | -- |
| Nuggets de Denver    | 50 | 32 | 61.0 | -  |
| Pistons de Détroit   | 44 | 38 | 53.7 | 6  |
| Bulls de Chicago     | 44 | 38 | 53.7 | 6  |
| Kings de Kansas City | 40 | 42 | 48.8 | 10 |
| Pacers de l'Indiana  | 36 | 46 | 43.9 | 14 |
| Bucks de Milwaukee   | 30 | 52 | 36.6 | 20 |

| Division Pacifique          | V  | D  | PCT  | GB |
| --------------------------- | -- | -- | ---- | -- |
| Lakers de Los Angeles       | 53 | 29 | 64.6 | -  |
| Trail Blazers de Portland C | 49 | 33 | 59.8 | 4  |
| Warriors de Golden State    | 46 | 36 | 56.1 | 7  |
| SuperSonics de Seattle      | 40 | 42 | 48.8 | 13 |
| Suns de Phoenix             | 34 | 48 | 41.5 | 19 |

### Par conférence
| Conférence Est | Conférence Est              | Conférence Est | Conférence Est | Conférence Est |
| No             | Franchise                   | Vic.           | Déf.           | PCT            |
| -------------- | --------------------------- | -------------- | -------------- | -------------- |
| 1              | 76ers de Philadelphie       | 50             | 32             | 61.0           |
| 2              | Rockets de Houston          | 49             | 33             | 59.8           |
| 3              | Bullets de Washington       | 48             | 34             | 58.5           |
| 4              | Celtics de Boston           | 44             | 38             | 53.7           |
| 5              | Spurs de San Antonio        | 44             | 38             | 53.7           |
| 6              | Cavaliers de Cleveland      | 43             | 39             | 52.4           |
|                |                             |                |                |                |
| 7              | Knicks de New York          | 40             | 42             | 48.8           |
| 8              | Jazz de La Nouvelle-Orléans | 35             | 47             | 42.7           |
| 9              | Hawks d'Atlanta             | 31             | 51             | 37.8           |
| 10             | Braves de Buffalo           | 30             | 52             | 36.6           |
| 11             | Nets de New York            | 22             | 60             | 26.8           |

| Conférence Ouest | Conférence Ouest            | Conférence Ouest | Conférence Ouest | Conférence Ouest |
| No               | Franchise                   | Vic.             | Déf.             | PCT              |
| ---------------- | --------------------------- | ---------------- | ---------------- | ---------------- |
| 1                | Lakers de Los Angeles       | 53               | 29               | 64.6             |
| 2                | Nuggets de Denver           | 50               | 32               | 61.0             |
| 3                | Trail Blazers de Portland C | 49               | 33               | 59.8             |
| 4                | Warriors de Golden State    | 46               | 36               | 56.1             |
| 5                | Pistons de Détroit          | 44               | 38               | 53.7             |
| 6                | Bulls de Chicago            | 44               | 38               | 53.7             |
|                  |                             |                  |                  |                  |
| 7                | Kings de Kansas City        | 40               | 42               | 48.8             |
| 8                | SuperSonics de Seattle      | 40               | 42               | 48.8             |
| 9                | Pacers de l'Indiana         | 36               | 46               | 43.9             |
| 10               | Suns de Phoenix             | 34               | 48               | 41.5             |
| 11               | Bucks de Milwaukee          | 30               | 52               | 36.6             |

C - Champions NBA

## Playoffs
|  | Premier tour     | Premier tour             | Premier tour              |                          |                           | Demi-finales de Conférence | Demi-finales de Conférence | Demi-finales de Conférence |  |   | Finales de Conférence | Finales de Conférence | Finales de Conférence     |   |  | Finales NBA | Finales NBA | Finales NBA |
|  |                  |                          |                           |                          |                           |                            |                            |                            |  |   |                       |                       |                           |   |  |             |             |             |
|  |                  |                          |                           |                          |                           |                            |                            |                            |  |   |                       |                       |                           |   |  |             |             |             |
|  |                  | 1                        | Lakers de Los Angeles     | 4                        |                           |                            |                            |                            |  |   |                       |                       |                           |   |  |             |             |             |
|  |                  |                          |                           | 4                        |                           |                            |                            |                            |  |   |                       |                       |                           |   |  |             |             |             |
|  |                  |                          | 4                         | Warriors de Golden State | 3                         |                            |                            |                            |  |   |                       |                       |                           |   |  |             |             |             |
|  | 4                | Warriors de Golden State | 4                         | Warriors de Golden State | 3                         | 2                          |                            |                            |  |   |                       |                       |                           |   |  |             |             |             |
|  | 4                | Warriors de Golden State |                           |                          |                           | 2                          |                            |                            |  |   |                       |                       |                           |   |  |             |             |             |
|  | 5                | Pistons de Détroit       | 1                         |                          |                           |                            |                            |                            |  |   |                       |                       |                           |   |  |             |             |             |
|  | 5                | Pistons de Détroit       | 1                         |                          |                           |                            |                            |                            |  | 1 | Lakers de Los Angeles | 0                     |                           |   |  |             |             |             |
|  | Conférence Ouest |                          |                           |                          |                           |                            |                            |                            |  | 1 | Lakers de Los Angeles | 0                     |                           |   |  |             |             |             |
|  |                  | 3                        | Trail Blazers de Portland | 4                        |                           |                            |                            |                            |  |   |                       |                       |                           |   |  |             |             |             |
|  | 3                | 3                        | Trail Blazers de Portland | 4                        | Trail Blazers de Portland | 2                          |                            |                            |  |   |                       |                       |                           |   |  |             |             |             |
|  | 3                |                          |                           |                          | Trail Blazers de Portland | 2                          |                            |                            |  |   |                       |                       |                           |   |  |             |             |             |
|  | 6                | Bulls de Chicago         | 1                         |                          |                           |                            |                            |                            |  |   |                       |                       |                           |   |  |             |             |             |
|  | 6                | Bulls de Chicago         | 1                         |                          | 3                         | Trail Blazers de Portland  | 4                          |                            |  |   |                       |                       |                           |   |  |             |             |             |
|  |                  |                          |                           |                          | 3                         | Trail Blazers de Portland  | 4                          |                            |  |   |                       |                       |                           |   |  |             |             |             |
|  |                  |                          | 2                         | Nuggets de Denver        | 2                         |                            |                            |                            |  |   |                       |                       |                           |   |  |             |             |             |
|  |                  |                          | 2                         | Nuggets de Denver        | 2                         |                            |                            |                            |  |   |                       |                       |                           |   |  |             |             |             |
|  |                  |                          |                           |                          |                           |                            |                            |                            |  |   |                       |                       |                           |   |  |             |             |             |
|  |                  |                          |                           |                          |                           |                            |                            |                            |  |   |                       |                       |                           |   |  |             |             |             |
|  |                  |                          |                           |                          |                           |                            |                            |                            |  |   |                       | O3                    | Trail Blazers de Portland | 4 |  |             |             |             |
|  |                  |                          |                           |                          |                           |                            |                            |                            |  |   |                       |                       |                           |   |  |             |             |             |
|  |                  | E1                       | 76ers de Philadelphie     | 2                        |                           |                            |                            |                            |  |   |                       |                       |                           |   |  |             |             |             |
|  |                  | E1                       | 76ers de Philadelphie     | 2                        |                           |                            |                            |                            |  |   |                       |                       |                           |   |  |             |             |             |
|  |                  |                          |                           |                          |                           |                            |                            |                            |  |   |                       |                       |                           |   |  |             |             |             |
|  |                  |                          |                           |                          |                           |                            |                            |                            |  |   |                       |                       |                           |   |  |             |             |             |
|  |                  | 1                        | 76ers de Philadelphie     | 4                        |                           |                            |                            |                            |  |   |                       |                       |                           |   |  |             |             |             |
|  |                  |                          |                           | 4                        |                           |                            |                            |                            |  |   |                       |                       |                           |   |  |             |             |             |
|  |                  |                          | 4                         | Celtics de Boston        | 3                         |                            |                            |                            |  |   |                       |                       |                           |   |  |             |             |             |
|  | 4                | Celtics de Boston        | 4                         | Celtics de Boston        | 3                         | 2                          |                            |                            |  |   |                       |                       |                           |   |  |             |             |             |
|  | 4                | Celtics de Boston        |                           |                          |                           | 2                          |                            |                            |  |   |                       |                       |                           |   |  |             |             |             |
|  | 5                | Spurs de San Antonio     | 0                         |                          |                           |                            |                            |                            |  |   |                       |                       |                           |   |  |             |             |             |
|  | 5                | Spurs de San Antonio     | 0                         |                          |                           |                            |                            |                            |  | 1 | 76ers de Philadelphie | 4                     |                           |   |  |             |             |             |
|  | Conférence Est   |                          |                           |                          |                           |                            |                            |                            |  | 1 | 76ers de Philadelphie | 4                     |                           |   |  |             |             |             |
|  |                  | 2                        | Rockets de Houston        | 2                        |                           |                            |                            |                            |  |   |                       |                       |                           |   |  |             |             |             |
|  | 3                | 2                        | Rockets de Houston        | 2                        | Bullets de Washington     | 2                          |                            |                            |  |   |                       |                       |                           |   |  |             |             |             |
|  | 3                |                          |                           |                          | Bullets de Washington     | 2                          |                            |                            |  |   |                       |                       |                           |   |  |             |             |             |
|  | 6                | Cavaliers de Cleveland   | 1                         |                          |                           |                            |                            |                            |  |   |                       |                       |                           |   |  |             |             |             |
|  | 6                | Cavaliers de Cleveland   | 1                         |                          | 3                         | Bullets de Washington      | 2                          |                            |  |   |                       |                       |                           |   |  |             |             |             |
|  |                  |                          |                           |                          | 3                         | Bullets de Washington      | 2                          |                            |  |   |                       |                       |                           |   |  |             |             |             |
|  |                  |                          | 2                         | Rockets de Houston       | 4                         |                            |                            |                            |  |   |                       |                       |                           |   |  |             |             |             |
|  |                  |                          | 2                         | Rockets de Houston       | 4                         |                            |                            |                            |  |   |                       |                       |                           |   |  |             |             |             |
|  |                  |                          |                           |                          |                           |                            |                            |                            |  |   |                       |                       |                           |   |  |             |             |             |

## Conférence Ouest

### Premier tour
(3) Portland Trail Blazers contre (6) Chicago Bulls:
Les Blazers remportent la série 2-1
- Game 1 @ Portland:  Portland 96, Chicago 83
- Game 2 @ Chicago:  Chicago 107, Portland 104
- Game 3 @ Portland:  Portland 106, Chicago 98

(4) Golden State Warriors contre (5) Detroit Pistons:
Les Warriors remportent la série 2-1
- Game 1 @ Golden State:  Detroit 95, Golden State 90
- Game 2 @ Detroit:  Golden State 138, Detroit 108
- Game 3 @ Golden State:  Golden State 109, Detroit 101

### Demi-finale de Conférence
(1) Los Angeles Lakers contre (4) Golden State Warriors:
Les Lakers remportent la série 4-3
- Game 1 @ Los Angeles:  Los Angeles 115, Golden State 106
- Game 2 @ Los Angeles:  Los Angeles 95, Golden State 86
- Game 3 @ Golden State:  Golden State 109, Los Angeles 105
- Game 4 @ Golden State:  Golden State 114, Los Angeles 103
- Game 5 @ Los Angeles:  Los Angeles 112, Golden State 105
- Game 6 @ Golden State:  Golden State 115, Los Angeles 106
- Game 7 @ Los Angeles:  Los Angeles 97, Golden State 84

(2) Denver Nuggets contre (3) Portland Trail Blazers:
Les Blazers remportent la série 4-2
- Game 1 @ Denver:  Portland 101, Denver 100
- Game 2 @ Denver:  Denver 121, Portland 110
- Game 3 @ Portland:  Portland 110, Denver 106
- Game 4 @ Portland:  Portland 105, Denver 96
- Game 5 @ Denver:  Denver 114, Portland 105
- Game 6 @ Portland:  Portland 108, Denver 92

### Finale de Conférence
(1) Los Angeles Lakers contre (3) Portland Trail Blazers:
Les Blazers remportent la série 4-0
- Game 1 @ Los Angeles:  Portland 121, Los Angeles 109
- Game 2 @ Los Angeles:  Portland 99, Los Angeles 97
- Game 3 @ Portland:  Portland 102, Los Angeles 97
- Game 4 @ Portland:  Portland 105, Los Angeles 101

## Conférence Est

### Premier tour
(3) Washington Bullets contre (6) Cleveland Cavaliers:
Les Bullets remportent la série 2-1
- Game 1 @ Washington:  Washington 109, Cleveland 100
- Game 2 @ Cleveland:  Cleveland 91, Washington 83
- Game 3 @ Washington:  Washington 104, Cleveland 98

(4) Celtics de Boston contre (5) San Antonio Spurs:
Les Celtics remportent la série 2-0
- Game 1 @ Boston:  Boston 104, San Antonio 94
- Game 2 @ San Antonio:  Boston 113, San Antonio 109

### Demi-finales de Conférence
(1) Philadelphia 76ers contre (4) Celtics de Boston:
Les 76ers remportent la série 4-3
- Game 1 @ Philadelphia:  Boston 113, Philadelphia 111
- Game 2 @ Philadelphia:  Philadelphia 113, Boston 101
- Game 3 @ Boston:  Philadelphia 109, Boston 100
- Game 4 @ Boston:  Boston 124, Philadelphia 119
- Game 5 @ Philadelphia:  Philadelphia 110, Boston 91
- Game 6 @ Boston:  Boston 113, Philadelphia 108
- Game 7 @ Philadelphia:  Philadelphia 83, Boston 77

(2) Houston Rockets contre (3) Washington Bullets:
Les Rockets remportent la série 4-2
- Game 1 @ Houston:  Washington 111, Houston 101
- Game 2 @ Houston:  Houston 124, Washington 118
- Game 3 @ Washington:  Washington 93, Houston 90
- Game 4 @ Washington:  Houston 107, Washington 103
- Game 5 @ Houston:  Houston 123, Washington 115
- Game 6 @ Washington:  Houston 108, Washington 103

### Finale de Conférence
(1) Philadelphia 76ers contre (2) Houston Rockets:
Les 76ers remportent la série 4-2
- Game 1 @ Philadelphia:  Philadelphia 128, Houston 117
- Game 2 @ Philadelphia:  Philadelphia 106, Houston 97
- Game 3 @ Houston:  Houston 118, Philadelphia 94
- Game 4 @ Houston:  Philadelphia 107, Houston 95
- Game 5 @ Philadelphia:  Houston 118, Philadelphia 115
- Game 6 @ Houston:  Philadelphia 112, Houston 109

## Finales NBA
(1) Philadelphia 76ers contre (3) Portland Trail Blazers:
Les Blazers remportent la série 4-2
- Game 1 @ Philadelphia:  Philadelphia 107, Portland 101
- Game 2 @ Philadelphia:  Philadelphia 107, Portland 89
- Game 3 @ Portland:  Portland 129, Philadelphia 107
- Game 4 @ Portland:  Portland 130, Philadelphia 98
- Game 5 @ Philadelphia:  Portland 110, Philadelphia 104
- Game 6 @ Portland:  Portland 109, Philadelphia 107

## Leaders de la saison régulière
| Catégorie                  | Joueur              | Équipe                | Statistique |
| -------------------------- | ------------------- | --------------------- | ----------- |
| Points par match           | Pete Maravich       | New Orleans Jazz      | 31.6        |
| Rebonds par match          | Bill Walton         | Portland TrailBlazers | 14.4        |
| Passes décisives par match | Don Buse            | Indiana Pacers        | 8.5         |
| Interceptions par match    | Don Buse            | Indiana Pacers        | 3.5         |
| Contres par match          | Bill Walton         | Portland TrailBlazers | 3.2         |
| % aux tirs                 | Kareem Abdul-Jabbar | Los Angeles Lakers    | 57.9        |
| % aux lancers-francs       | Ernie DiGregorio    | Buffalo Braves        | 94.5        |

## Récompenses individuelles
- Most Valuable Player : Kareem Abdul-Jabbar, Los Angeles Lakers
- Rookie of the Year : Adrian Dantley, Buffalo Braves
- Coach of the Year : Tom Nissalke, Houston Rockets
- Executive of the Year : Ray Patterson, Houston Rockets
- J.Walter Kennedy Sportsmanship Award : Dave Bing, Washington Bullets

- All-NBA First Team :
  - Pete Maravich, New Orleans Jazz
  - Kareem Abdul-Jabbar, Los Angeles Lakers
  - David Thompson, Denver Nuggets
  - Paul Westphal, Phoenix Suns
  - Elvin Hayes, Washington Bullets

- All-NBA Second Team :
  - Julius Erving, Philadelphia 76ers
  - George McGinnis, Philadelphia 76ers
  - Bill Walton, Portland TrailBlazers
  - George Gervin, San Antonio Spurs
  - Jo Jo White, Celtics de Boston

- NBA All-Rookie Team :
  - John Lucas, Houston Rockets
  - Mitch Kupchak, Washington Bullets
  - Scott May, Chicago Bulls
  - Adrian Dantley, Buffalo Braves
  - Ron Lee, Phoenix Suns

- NBA All-Defensive First Team :
  - Bobby Jones, Denver Nuggets
  - E.C. Coleman, New Orleans Jazz
  - Bill Walton, Portland TrailBlazers
  - Don Buse, Indiana Pacers
  - Norm Van Lier, Chicago Bulls

- NBA All-Defensive Second Team :
  - Jim Brewer, Cleveland Cavaliers
  - Jamaal Wilkes, Golden State Warriors
  - Kareem Abdul-Jabbar, Los Angeles Lakers
  - Brian Taylor, Kansas City Kings
  - Don Chaney, Los Angeles Lakers

- MVP des Finales : Bill Walton, Portland TrailBlazers